# Ambohigogo
Ambohigogo est une commune urbaine malgache située dans la partie nord de la région d'Atsimo-Atsinanana.